# Tathorhynchus vinctalis
Tathorhynchus vinctalis är en fjärilsart som beskrevs av Walker 1865. Tathorhynchus vinctalis ingår i släktet Tathorhynchus och familjen nattflyn. Inga underarter finns listade i Catalogue of Life.